# Arlan Kökşetau
L'Arlan Kökşetau (kazakh : Арлан хоккей клубы) est un club de hockey sur glace de Kökşetau au Kazakhstan. Il évolue dans le championnat du Kazakhstan.

## Historique
Il est fondé en 2009.

## Palmarès
Compétitions nationales
- Vainqueur de la Pro Hokei Ligasy en 2018.
- Vainqueur de la Coupe du Kazakhstan en 2012, 2013 et 2024.

Compétitions européennes
- Vainqueur de la Coupe continentale en 2019.